# Завьяловская волость (Балашовский уезд)
Завьяловская волость — бывшая административно-территориальная единица в составе Балашовского уезда Саратовской губернии.

## Состав на 1913 год
Население составило 4 860 человек. Волость включала 6 населённых пунктов, в том числе 2 села, 1 деревню, 3 поселка.
- село Завьялово — 1 081 человек
- село Ольшанка — 2 136 человек
- деревня Памятка — 1 211 человек
- поселок Семеновка — 244 человека
- поселок Шаповаловский — 100 человек
- поселок Прозоровский — 88 человек

## Примечание
- Список населенных мест Саратовской губернии. Балашовский уезд.